# Torre dei Visdomini
La torre dei Visdomini (con annesso palazzetto) è un edificio civile del centro storico di Firenze, situato tra via delle Oche 14r-16r-18r-20r e via della Canonica 1 (affaccio posteriore dove oggi ha sede l'Opera di Santa maria del Fiore).
Il palazzo appare nell'elenco redatto nel 1901 dalla Direzione Generale delle Antichità e Belle Arti, quale edificio monumentale da considerare patrimonio artistico nazionale.

## Storia

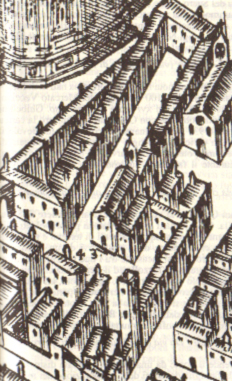
La torre dei Visdomini (in basso) in un dettaglio della pianta del Buonsignori (1584-1594)

Walther Limburger indica la fabbrica, contrassegnata da un'alta torre, come del Trecento, segnalando i graffiti rinnovati e la posizione davanti a via Sant'Elisabetta. Di uno dei ceppi delle case de' Visdomini che si estendevano da un lato fino a via dei Calzaiuoli e dall'altra fino a Santa Maria in Campo, fece parte il palazzo che tuttora conserva il suo carattere trecentesco e la torre massiccia di fianco alla quale si vede ancora, per quanto murata, una porta con architrave sorretto da mensolette decorate. Palazzo e torre appartennero più tardi ai Cortigiani, una delle famiglie facenti parte della consorteria dei Visdomini e vennero acquistati dall'Opera di Santa Maria del Fiore per incorporarli nella "chiusura" della Canonica che ai primi del XV secolo venne notevolmente accresciuto. 
L'avvio dei lavori per la realizzazione in questo luogo della nuova canonica della Cattedrale (vista la distruzione della vecchia canonica di Santa Reparata per fare spazio alla costruzione del Duomo) risalirebbe al 1340, presumibilmente con il coinvolgimento diretto di Andrea Pisano, architetto dell'Opera. Nel 1461 l'edificio (compresa la torre dei Visdomini) fu concesso per abitazione all'Arcidiacono del Capitolo fiorentino, carica istituita in quello stesso anno da papa Pio II, e con tale destinazione rimase fino al 1867. Del passaggio nel tempo dei vari prelati testimonia la presenza negli ambienti terreni di vari stemmi delle famiglie Minerbetti e Strozzi. La possibilità da parte degli arcidiaconi di ospitare e appigionare parte degli ambienti portò comunque a legare il luogo anche ad altri illustri personaggi: qui abitarono, ad esempio, il pittore Federico Zuccari (1576-1579) negli anni in cui lavorava agli affreschi della cupola del Duomo, e Scipione Ammirato (1596-1598). Rientrato in possesso dell'Opera nel 1867, il complesso fu interessato nel 1870 da un progetto di restauro affidato a Emilio De Fabris, che tuttavia si concretizzò solo nel 1884, diretto da Luigi Del Moro e in particolare volto al ripristino della facciata su via delle Oche, per la quale si provvide a realizzare la decorazione a bozze a graffito affidata al pittore e riquadratore Carlo Spigaglia. Nel frattempo parte dei locali furono affittati allo stesso Emilio De Fabris (1875), quindi un ampio quartiere all'architetto Giacomo Roster (1884). Nel 1916 si intervenne sulla porzione del complesso prospiciente via della Canonica (presumibilmente con il coinvolgimento dell'architetto Giuseppe Castellucci) e, nello stesso anno, si lavorò anche sul corpo dell'antica torre. Nel 1931 gli ambienti furono affittati al Sindacato Regionale Fascista Giornalisti e nel 1940 al circolo Dopolavoro Autoferrotranvieri Fiorentini. Nel 1940, su intimazione del Comune di Firenze, fu ripristinata la facciata di via della Canonica (progetto e direzione dei lavori dell'architetto Gastone Boni). 
Nel 1985 il complesso fu individuato come nuova sede dell'Opera di Santa Maria del Fiore (già in piazza del Duomo 8, dove oggi è allestito il Museo dell'Opera del Duomo) e recuperato con un cantiere aperto nel 1985 e chiuso nel 1988, su progetto di massima dell'architetto Riccardo Manetti e successivo progetto esecutivo dell'architetto Luigi Zangheri, con la collaborazione dell'ingegnere Leonardo Ceni (per il consolidamento strutturale) e dell'architetto David Palterer (per gli allestimenti interni). Dei lavori, premiati dalla Fondazione Giulio Marchi nel 1992, rendono ampiamente conto le pubblicazioni date alle stampe nel 1989 e nel 1992.

## Descrizione

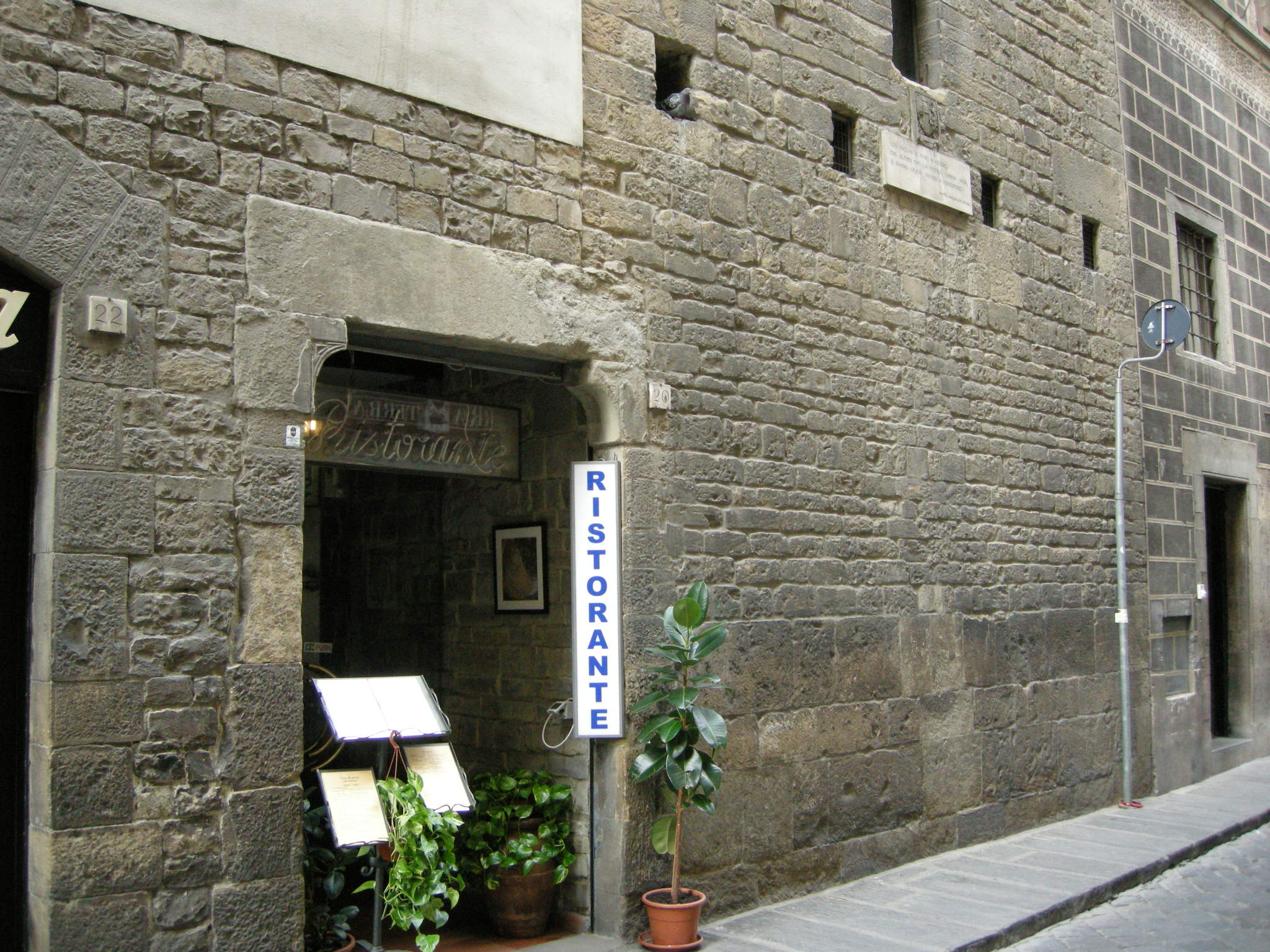
Il piano terra in via delle Oche

### Su via delle Oche
L'edificio conserva ancora i suoi caratteri antichi, con la facciata decorata a bozze di graffito interrotte da una fascia con elementi fitomorfi (lavoro integrato se non del tutto rifatto nel 1884 dal pittore e riquadratore Carlo Spigaglia nell'ambito di un cantiere di restauro diretto da Luigi Del Moro e ancora nuovamente restaurato e integrato negli anni 1980) e finestre ad arco con bozze piane. Tra i graffiti si vede anche un consunto stemma dell'Agnus Dei. In alto è una terrazza, frutto di una aggiunta posteriore.
Di fianco sorge l'alta torre medievale (in prossimità del numero 20 rosso), a pianta quadrangolare con la parte inferiore a grossi conci di pietra e la superiore a filaretto: piuttosto alta, per quanto scapezzata, presenta una serie di finestre ai piani poste in asse ma di diverse dimensioni ed ha sulla sommità una specie di abbaino. Accanto alla torre è una porta murata con architrave sostenuto da mensole decorate. Sul fronte, sotto ad uno scudo con l'arme dei Visdomini, è una targa con i versi danteschi relativi al ruolo dei membri della famiglia nei periodi della vacanza della sede vescovile, quando questi erano chiamati a sostituire il vescovo amministrando in sua vece i beni della chiesa fiorentina.
Così recita una lapide dantesca, con stemma dei Visdomini che, dopo essere stato inscatolato in un box di plexiglas dal 2019 al 2002, è stato poi coperto da una rete:
| COSÌ FACEAN LI PADRI DI COLORO CHE, SEMPRE CHE LA VOSTRA CHIESA VACA, SI FANNO GRASSI, STANDO A CONSISTORO. DANTE_PARAD._ XVI_112_114_ |

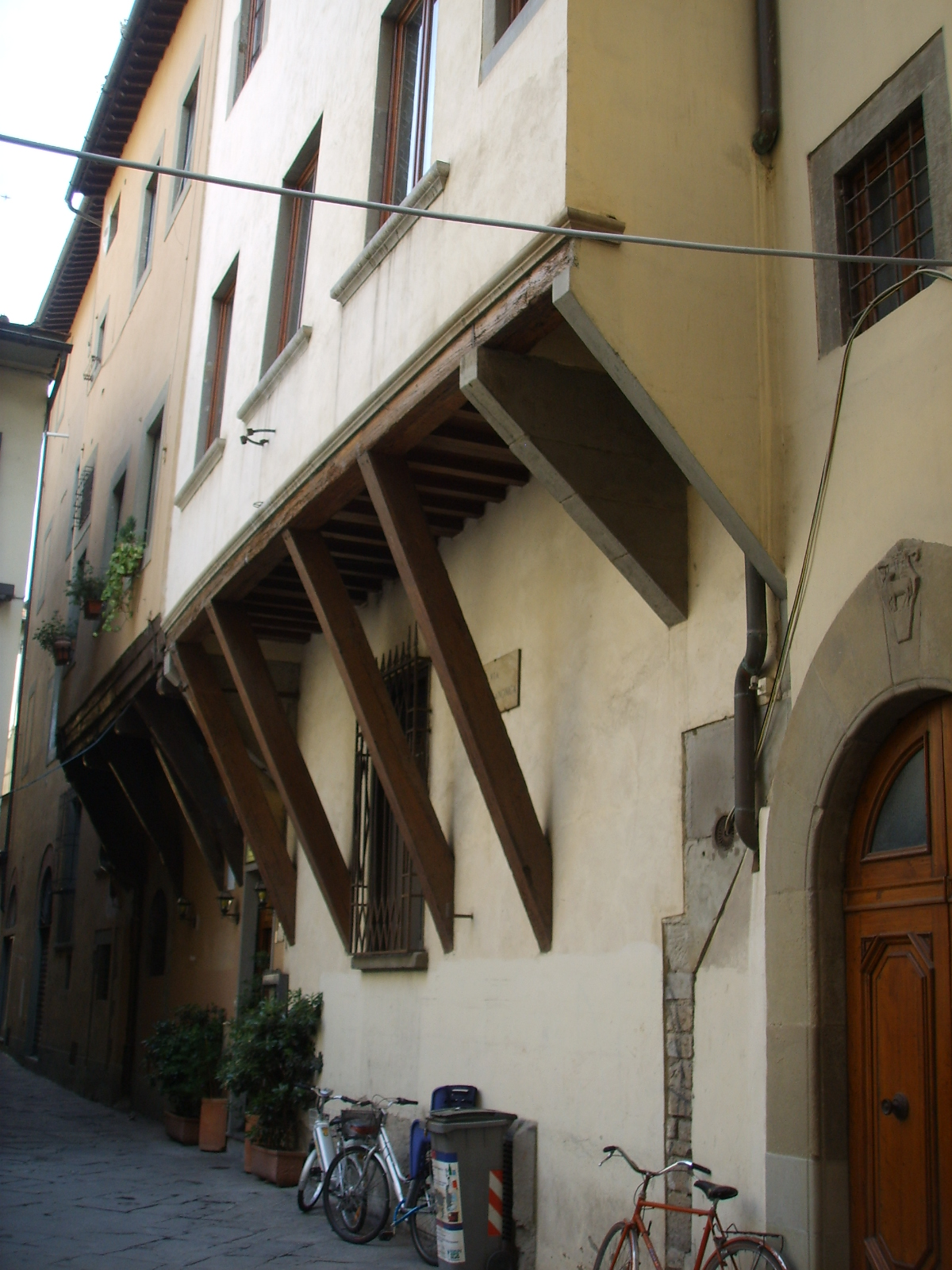
Sporti su via della Canonica

I versi si riferiscono al fatto che i Visdomini, assieme alle famiglie dei Tosinghi e dei Cortigiani, avevano l'incarico di occuparsi della sede episcopale vacante nell'attesa che venisse nominato un nuovo vescovo. Nella pratica questi defenditori del vescovado occupavano il palazzo arcivescovile guadagnandone i relativi vantaggi e profitti finché non entrava in carica il nuovo vescovo.
Sempre nella torre, nell'androne del negozio storico dell'orafo Paolo Penko, si trova un busto di Dante Alighieri con la dedica su lapide: «SETTECENTENARIO / DELLA MORTE DI DANTE / MCCCXXI - MMXXI / SE TU SEGUI LA TUA STELLA / NON PUOI FALLIRE A GLORIOSO PORTO / INFERNO XV, 55-56». Sulla soglia si trova poi incisa una massima di un anonimo fiorentino del Quattrocento: «ET NEUNA COSA, QUANTO SIA MINIMA, PUÒ / AVERE COMINCIAMENTO O FINE SENZA / QUESTE TRE COSE, CIOÈ SENZA POTERE, ET / SENZA SAPERE ET SENZA CON AMORE VOLERE».
Al piano terra, a destra della torre, si trova una grande sala voltata, oggi occupata da un ristorante.

### Su via della Canonica
Questo lato dello stabile risulta di antichissima costruzione. Ha la parte della facciata sporgente sopra mensole e puntoni di legno. La porta d'ingresso, ad arco a piccolo sesto, ha decorazioni semplici di pietrame di carattere cinquecentesco. Nel serraglio dell'arco, è un'insegna con l'Agnus Dei, arme dei Consoli dell'Arte della Lana preposti alla fabbrica del Duomo. Al terzo piano, vicino a una finestra, si trova la cornice di quella che sembra essere stata una buchetta del vino, qui ricollocata dal piano terra.